# Alexander Wladimirowitsch Westmann
Alexander Wladimirowitsch von Westmann (russisch Александр Владимирович Вестман; * 1. August 1848; † 17. April 1923 in Paris) war ein russischer Diplomat. 
Westmann, gebürtiger Finne, war Sohn des russischen Diplomaten und seit 1866 stellvertretenden Außenministers Wladimir Iljitsch Westmann (1812–1875). Nach dem Besuch des Alexander-Lyzeums trat er 1869 in den diplomatischen Dienst des Russischen Kaiserreichs. Zunächst beim Ministerium für auswärtige Angelegenheiten in Sankt Petersburg beschäftigt, wurde er 1872 Botschaftssekretär an der russischen Botschaft in Wien, mit weiteren Stationen in München (ab 1876) und Konstantinopel (ab 1885).
Unter Zar Alexander III. wurde er 1891 Nachfolger von Graf Cassini im Amt als russischer Ministerresident bei den Freien Hansestädten in Hamburg. Von 1900 bis 1902 war er Gesandter bei der Schweizerischen Eidgenossenschaft in Bern und von 1902 bis 1912 am königlich-bayerischen Hof in München. 1912 wurde von Westmann in den Ruhestand entlassen. Infolge der Oktoberrevolution in Russland ging er 1917 ins Exil nach Frankreich. Er starb 1923 in Paris und wurde auf dem Friedhof von Batignolles begraben. 